# 卡多根广场

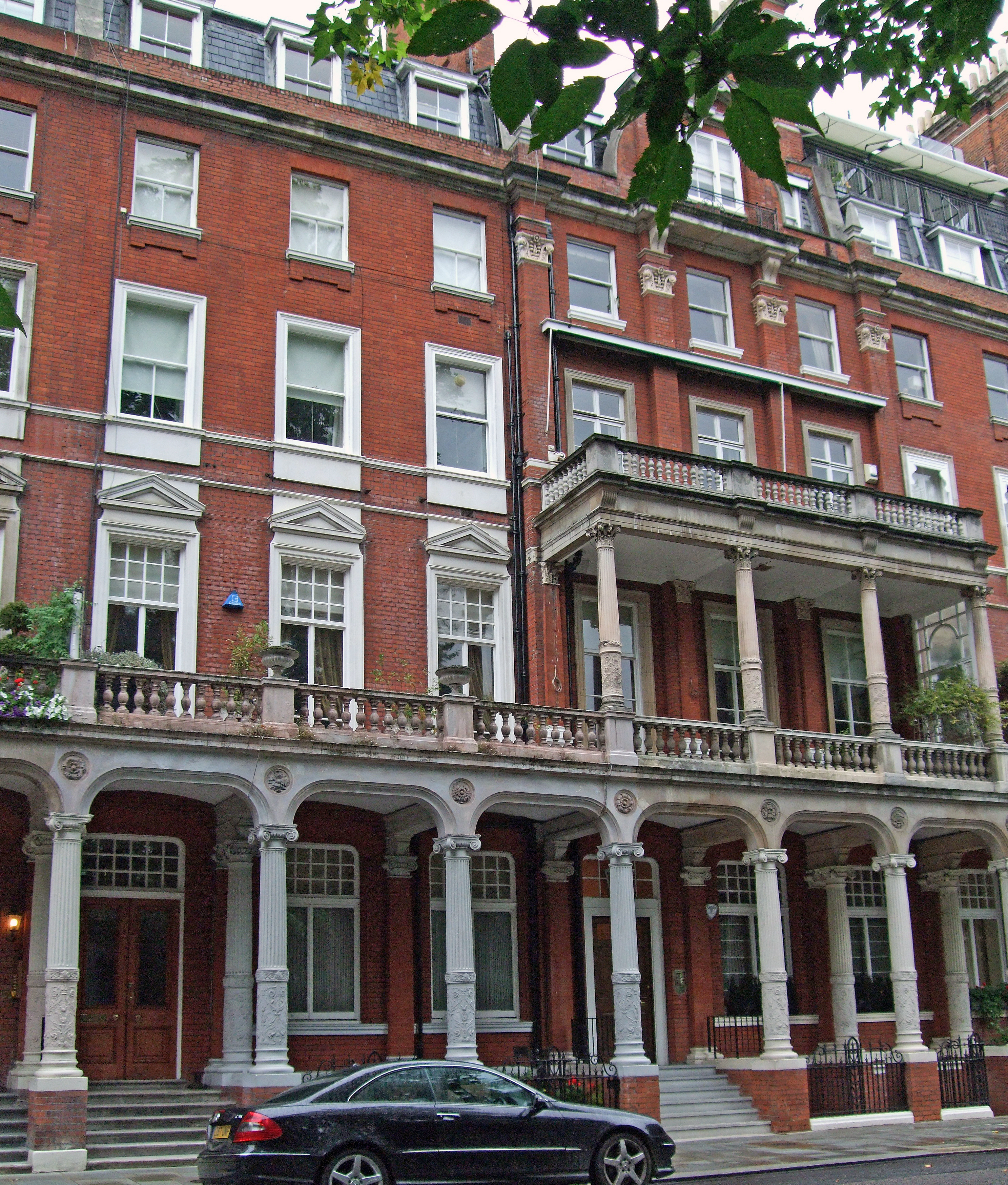

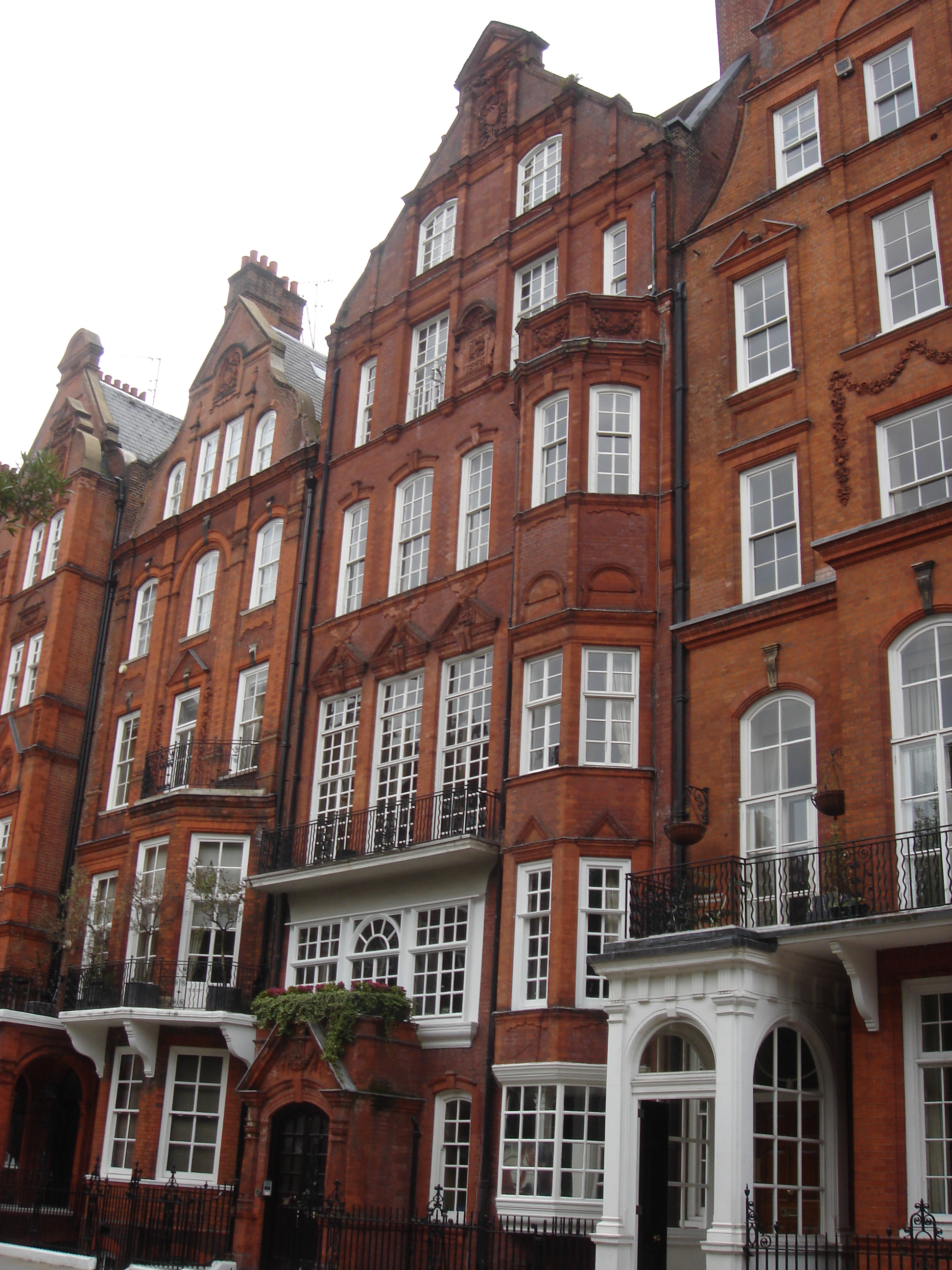
卡多根广场68号

卡多根广场（Cadogan Square）是伦敦西部骑士桥的一个住宅广场，红砖住宅环绕着花园，建于1877-1888年，得名于卡多根伯爵。它主要是住宅，但也有一些建筑用于外交和教育目的。这个广场被称为英国最昂贵的住宅区之一，2013年平均房价约575万英镑，名列全国第三。
卡多根广场4号、52号、62号、68号和72号均为二级保护建筑。英国作家阿诺德·贝内特在1920年代曾住在75号。